# 混合熵
设在一密闭容器的两边分别装有服从理想气体假设的两种气体1和2，其温度及压力均相同，中间以一隔板隔开。当隔板抽去之后，1 和2两种气体分别扩散至整个容器空间，直至分布均匀为止。设{\displaystyle x_{1}\,}和{\displaystyle x_{2}\,}分别为气体1和气体2在混合气体中所占摩尔分数。混合熵{\displaystyle \Delta S_{m}\,}为：
{\displaystyle \Delta S_{m}=-nR(x_{1}\ln x_{1}+x_{2}\ln x_{2})\,}
其中{\displaystyle R\,}为气体常数, {\displaystyle n\,} 为气体的摩尔数。

## 参看
- 吉布斯悖论
- 熵